# Dacne quadrimaculata
Dacne quadrimaculata är en skalbaggsart som först beskrevs av Thomas Say 1835.  Dacne quadrimaculata ingår i släktet Dacne och familjen trädsvampbaggar. Inga underarter finns listade i Catalogue of Life.